# Raimondo Giovannini
Raimondo Giovannini (* vor 1769; † 1829 in Rom) war ein italienischer römisch-katholischer Geistlicher, Zisterzienser, Abt und Generalabt.

## Leben und Werk
Giovanninis Geburtsjahr ist nicht bekannt, doch ist er 1769 als Mönch des Klosters Santa Prassede in Rom nachgewiesen. Ab 1789 war er Abt des Klosters Santa Maria in Carinis in Rom, später Abt des Klosters Santa Croce in Gerusalemme. Nach der Auflösung von Kloster Cîteaux, das bis dahin den Generalabt der Zisterzienser stellte (zuletzt François Trouvé, 1748–1797), und nach den  Wirren der napoleonischen Epoche war er, interimistisch ernannt durch Papst Pius VII., von 1814 bis 1820 der erste neue Generalabt, dann Mönch der Abtei San Bernardo alle Terme.

## Werke
- De sanctissima Trinitate mysterium quod auspice ... principe Andrea Nigronio S. R. E. cardinale publice adversus Haereticos subjectis hisce propositionibus propugnandum exponit in Ecclesia SS. Viti, et Modesti de Urbe D. Raymundus Giovanninius Sacri Ordinis Cristerciensis monachus in Collegio S. Praxedis S. T. A. Rom, Typis Angeli Mariae Ansillioni, 1769.